# Haemaphysalis ornithophila
Haemaphysalis ornithophila este o specie de căpușe din genul Haemaphysalis, familia Ixodidae, descrisă de Harry Hoogstraal și Glen M. Kohls în anul 1959. Conform Catalogue of Life specia Haemaphysalis ornithophila nu are subspecii cunoscute.